# Ocluzze
Ocluzze, Chiave, Ochiuch o Ocgliuz (in croato: Oključ) è un isolotto disabitato della Dalmazia settentrionale in Croazia; si trova nel mare Adriatico e fa parte delle isole Incoronate. Amministrativamente appartiene al comune Morter-Incoronate, nella regione di Sebenico e Tenin.

## Geografia
Ocluzze si trova tra gli isolotti meridionali delle Incoronate, a sud-ovest di Curba Grande da cui dista circa 600 m. Ha una forma irregolare con due promontori rivolti verso sud-ovest che racchiudono un'omonima valle (uvala Oključ); la sua superficie è di 0,358 km², lo sviluppo costiero di 3,8 km e l'altezza massima è di 68 m.

### Isole adiacenti
- Germignago Grande (Garmenjak Veli), a nord-ovest a circa 570 m[2] di distanza.
- Luce Marina (Lucmarinjak), a sud-est di Ocluzze.
- Purara (Purara), scoglio a ovest, a 2,2 km[2].

### Cartografia
- (HR) Mappa topografica della Croazia 1:25000, su preglednik.arkod.hr. URL consultato il 26 giugno 2017.
- G. Giani, Carta prospettiva delle Comuni censuarie della Dalmazia, foglio 6, 1839. Fondo Miscellanea cartografica catastale, Archivio di Stato di Trieste.
- Carta di cabottaggio del mare Adriatico, foglio VII, Milano, Istituto geografico militare, 1822-1824. URL consultato il 5 luglio 2017 (archiviato dall'url originale il 13 aprile 2013)..